# Niluka Karunaratne
Niluka Karunaratne (singhalesisch: නිලූක කරුණාරත්න; tamil: நிலுக கருணாரத்ன; * 13. Februar 1985 in Galle) ist ein Badmintonspieler aus Sri Lanka.

## Karriere
Niluka Karunaratne gewann 2006 Bronze bei den Südasienspielen im Mixed mit Chandrika de Silva. Zwei Jahre zuvor hatte er bereits Platz zwei bei den Australian Open im Herreneinzel belegt. In seiner Heimat war er von 2001 bis 2010 ununterbrochen Titelträger im Herreneinzel.

## Sportliche Erfolge
| Saison | Veranstaltung                 | Disziplin    | Platz | Name                                        |
| ------ | ----------------------------- | ------------ | ----- | ------------------------------------------- |
| 2001   | Einzelmeisterschaft Sri Lanka | Herreneinzel | 1     | Niluka Karunaratne                          |
| 2002   | Einzelmeisterschaft Sri Lanka | Herreneinzel | 1     | Niluka Karunaratne                          |
| 2002   | Einzelmeisterschaft Sri Lanka | Herrendoppel | 1     | Thanuja Liyanage / Niluka Karunaratne       |
| 2003   | Einzelmeisterschaft Sri Lanka | Herrendoppel | 1     | Chameera Kumarapperuma / Niluka Karunaratne |
| 2003   | Einzelmeisterschaft Sri Lanka | Herreneinzel | 1     | Niluka Karunaratne                          |
| 2004   | Einzelmeisterschaft Sri Lanka | Herreneinzel | 1     | Niluka Karunaratne                          |
| 2004   | Australian Open               | Herreneinzel | 2     | Niluka Karunaratne                          |
| 2005   | Einzelmeisterschaft Sri Lanka | Herreneinzel | 1     | Niluka Karunaratne                          |
| 2006   | Einzelmeisterschaft Sri Lanka | Herreneinzel | 1     | Niluka Karunaratne                          |
| 2006   | Südasienspiele                | Mixed        | 3     | Niluka Karunaratne / Chandrika de Silva     |
| 2007   | Einzelmeisterschaft Sri Lanka | Herreneinzel | 1     | Niluka Karunaratne                          |
| 2008   | Einzelmeisterschaft Sri Lanka | Herreneinzel | 1     | Niluka Karunaratne                          |
| 2008   | Einzelmeisterschaft Sri Lanka | Mixed        | 1     | Niluka Karunaratne / Chandrika de Silva     |
| 2009   | Einzelmeisterschaft Sri Lanka | Mixed        | 1     | Niluka Karunaratne / Chandrika de Silva     |
| 2009   | Einzelmeisterschaft Sri Lanka | Herreneinzel | 1     | Niluka Karunaratne                          |
| 2010   | Einzelmeisterschaft Sri Lanka | Herreneinzel | 1     | Niluka Karunaratne                          |
| 2011   | Welsh International           | Herreneinzel | 1     | Niluka Karunaratne                          |
| 2012   | Uganda International          | Herreneinzel | 1     | Niluka Karunaratne                          |
| 2012   | Dutch International           | Herreneinzel | 3     | Niluka Karunaratne                          |
| 2012   | Einzelmeisterschaft Sri Lanka | Herreneinzel | 1     | Niluka Karunaratne                          |
| 2012   | Einzelmeisterschaft Sri Lanka | Herrendoppel | 1     | Dinuka Karunaratne / Niluka Karunaratne     |
| 2012   | Einzelmeisterschaft Sri Lanka | Mixed        | 1     | Niluka Karunaratne / Thilini Pramodika      |
| 2019   | Benin International           | Herreneinzel | 1     | Niluka Karunaratne                          |